# Myosotis antarctica
Myosotis antarctica is een soort uit de ruwbladigenfamilie. De soort komt voor op de sub-antarctische eilanden, zoals Campbelleiland.
... · 
M. alpestris (Alpenvergeet-mij-nietje) · M. antarctica · M. arvensis (Akkervergeet-mij-nietje) · M. discolor (Veelkleurig vergeet-mij-nietje) · M. laxa · M. laxa subsp. cespitosa (Zompvergeet-mij-nietje) · M. ramosissima (Ruw vergeet-mij-nietje) · M. scorpioides · M. scorpioides subsp. scorpioides (Moerasvergeet-mij-nietje) · M. scorpioides subsp. nemorosa (Weidevergeet-mij-nietje) · M. stricta (Stijf vergeet-mij-nietje) · M. sylvatica (Bosvergeet-mij-nietje) · 
...